# Guaguasi
Guaguasi és una pel·lícula bèl·lica de comèdia dramàtica dominicana del 1983 dirigida per Jorge Ulla, i escrita per Orestes Matacena i Clara Hernandez. La pel·lícula va ser seleccionada com l'entrada dominicana a la Millor Pel·lícula en Llengua Estrangera als Premis Oscar de 1983, però no va ser nominada.

## Argument
Una història sobre un home senzill de les muntanyes, Guaguasi, que s'enamora d'una bella corista, Marina, durant la Revolució Cubana. Guaguasi s'uneix als rebels i arriba a l'Havana al final de la dictadura de Batista i, enmig de l'agitació política, és captivat per la fascinant Marina.

## Repartiment
- Orestes Matacena com Guaguasi
- Marilyn Pupo com Marina
- Raimundo Hidalgo-Gato com Moya
- Marco Santiago com Raúl
- Rolando Barral com a Comandant Jorge Montiel
- Clara Hernández com Isabel
- José Bahamonde com a Flor
- Oswaldo Calvo com a Coronel Acosta
- Mercedes Enríquez com Elisa
- Andy García com Ricardo